# Piute County
Piute County je okres ve státě Utah v USA. K roku 2010 zde žilo 1 556 obyvatel. Správním městem okresu je Junction. Celková rozloha okresu činí 1 983 km².